# الورقات في أصول الفقه
الورقات في أصول الفقه هو متن من تأليف أبي المعالي الجويني. قال عنه الحطاب في قرة العين: «كتاب صغر حجمه، وكثر علمه، وعظم نفعه، وظهرت بركته».

## تعريف بالمتن
جاءت تسميته بـ «الورقات» من قول مؤلفه في أوله «هذه ورقات قليلة تشتمل على معرفة فصول من أصول الفقه». وقد تكلم الجويني في الورقات عن خمسة عشر بابا من أصول الفقه وهي:
1. أقسام الكلام.
2. الأمر.
3. النهي.
4. العام والخاص.
5. المجمل والمبين.
6. الظاهر والمؤول.
7. الأفعال.
8. الناسخ والمنسوخ.
9. الإجماع.
10. الأخبار.
11. القياس.
12. الحظر والإباحة.
13. ترتيب الأدلة.
14. المفتي.
15. أحكام المجتهدين.[4]

## الطبع
طُبع المتن غير ذي مرة، منها:
- في مطبعة عثمان عبد الرزاق 1302 هـ.
- في المطبعة الميمنية بمصر 1332 هـ.
- في مطابع الرياض سنة 1375 هـ.[5]

## شروحه
شرحه العديد من العلماء، وهذا ثبت بأسمائهم مرتب حسب سنة الوفاة:
- ابن الفركاح (ت. 690 هـ).
- جلال الدين المحلي (ت. 864 هـ).
- الأنجم الزاهرات على حل ألفاظ الورقات لشمس الدين المارديني (ت. 871 هـ).[6]
- ابن إمام الكاملية (ت. 874 هـ).
- عبد الله بن صالح الفوزان.[7]